# ヨーロッパの日

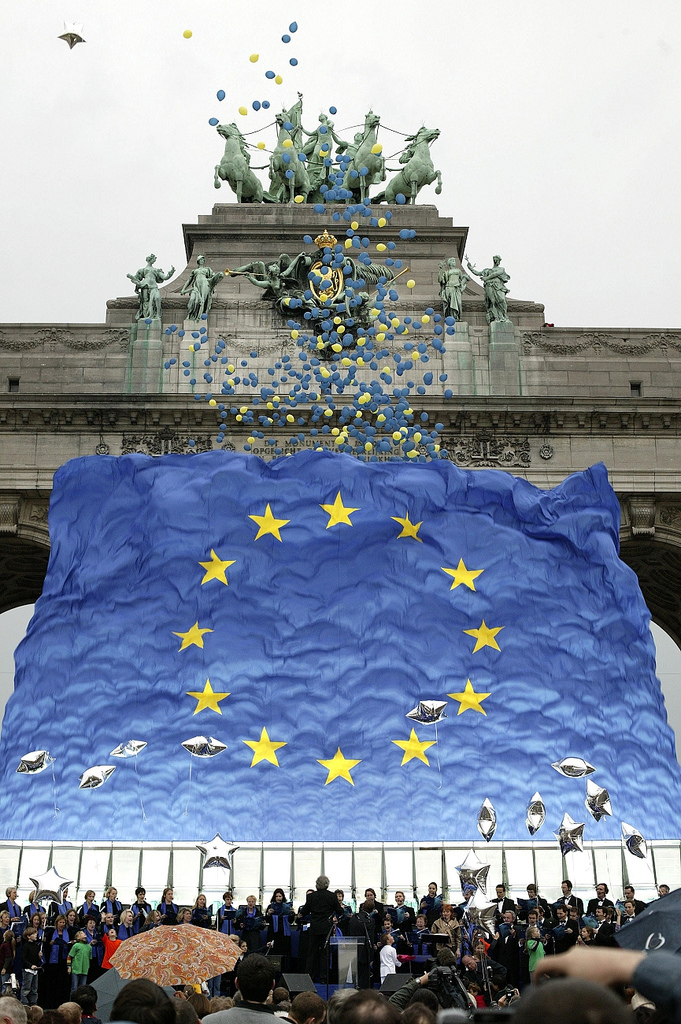
2006年にブリュッセル・サンカントネール公園で行われたヨーロッパの日祝賀式典

ヨーロッパの日は、毎年1度ヨーロッパにおいて平和と統合を祝う日。ヨーロッパの日には2つあって、欧州評議会が定めた5月5日と欧州連合が定めた5月9日がある。とくに後者はシューマンの日とも呼ばれる。
欧州評議会のヨーロッパの日は1949年に自身が設立されたことにちなむもので、他方欧州連合のヨーロッパの日は、1950年に欧州連合の前身である欧州石炭鉄鋼共同体の設立が提唱されたことを記念するものである。ヨーロッパの日はヨーロッパ市民の間での統合を促すことが狙いとなっているヨーロッパのシンボルの1つとなっている。

## 背景
1964年にヨーロッパの日を定めたとき、1949年の5月5日に欧州評議会が設立されたことにちなみ、欧州評議会はその日に祝賀行事を行うということになった。1985年になると欧州共同体（のちの欧州連合）が、欧州旗といった欧州評議会で定めたヨーロッパのシンボルを自らにおいても使用することを採択した。ところが欧州共同体の指導部は自らのヨーロッパの日を、シューマン宣言が発表された1950年の5月9日を記念するものとして定めた。シューマン宣言ではフランスと西ドイツの石炭と鉄鋼の共同管理をうたい、そのため最初のヨーロッパの共同体組織である欧州石炭鉄鋼共同体の創設につながった。この出来事が欧州共同体におけるヨーロッパの日として記念するべき日とされ、1985年のミラノ欧州理事会において5月9日を欧州連合の旗の日とされた。
欧州憲法条約では基本条約としてヨーロッパのシンボルを法定化することになっていたが、同条約は発効が断念され、ヨーロッパのシンボルは事実上という形で用いられている。欧州憲法条約の代替策となるリスボン条約では16加盟国がシンボルを支持する宣言を表明している。また欧州議会では2008年10月に、5月9日を公式に祝日と定めることになった。

## 行事
5月9日は多くの欧州連合加盟国やトルコのような周辺国においてさまざまな形で祝賀式典が行われているが、欧州懐疑主義が強いイギリスでは通常このような行事は行われない。ヨーロッパの日はその政治的な性格から、欧州懐疑主義からすれば欧州連合というものを広め、また欧州統合への支持を広めようとするものとして捉えられているのである。このほかにも祝賀行事においては欧州旗が広く用いられ、ヨーロッパのシンボルとして大きな役割を果たしている。
欧州連合の認知度の大きさから5月9日をヨーロッパの日に選ぶ場面が多く見られるが、一部では人権や議会制民主主義、法の支配といったものを擁護する役割を持つ欧州評議会を尊重する立場からヨーロッパの日を祝う人々がいる。そういった立場からすれば、シューマン宣言はただ単にフランスとドイツの石炭と鉄鋼を共同管理することを提唱したに過ぎないというものとなる。さらには、5月9日は旧ソビエト連邦諸国においては第二次世界大戦での戦勝記念日となっている。